# Atlas Air
Atlas Air ist eine US-amerikanische Charterfluggesellschaft mit Sitz in Purchase (New York). Sie betreibt einen weltweiten ACMI- und Charterbetrieb. Alleingesellschafterin ist die Atlas Air Worldwide Holdings (AAWW).

## Geschichte

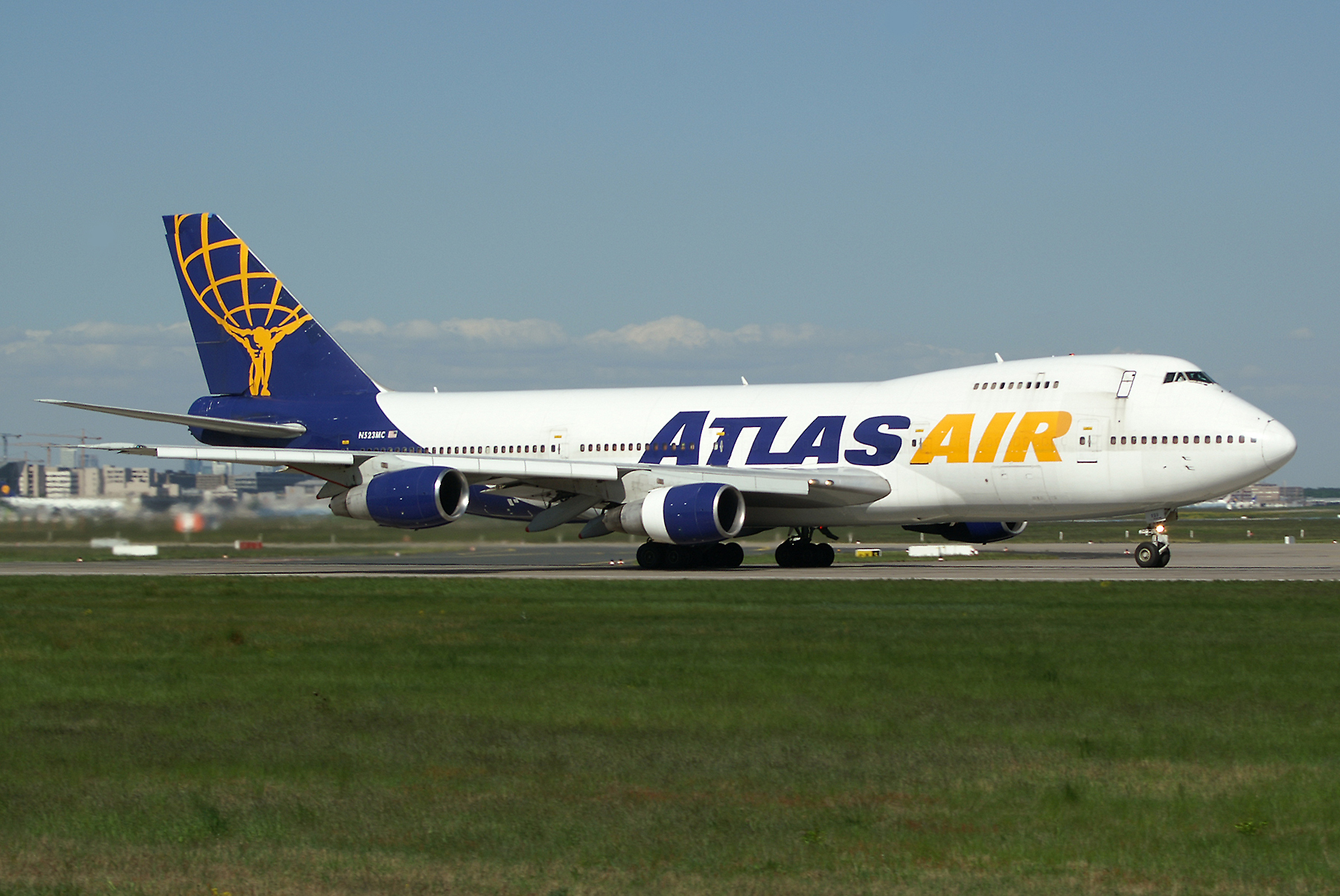
Eine Boeing 747-200 der Atlas Air

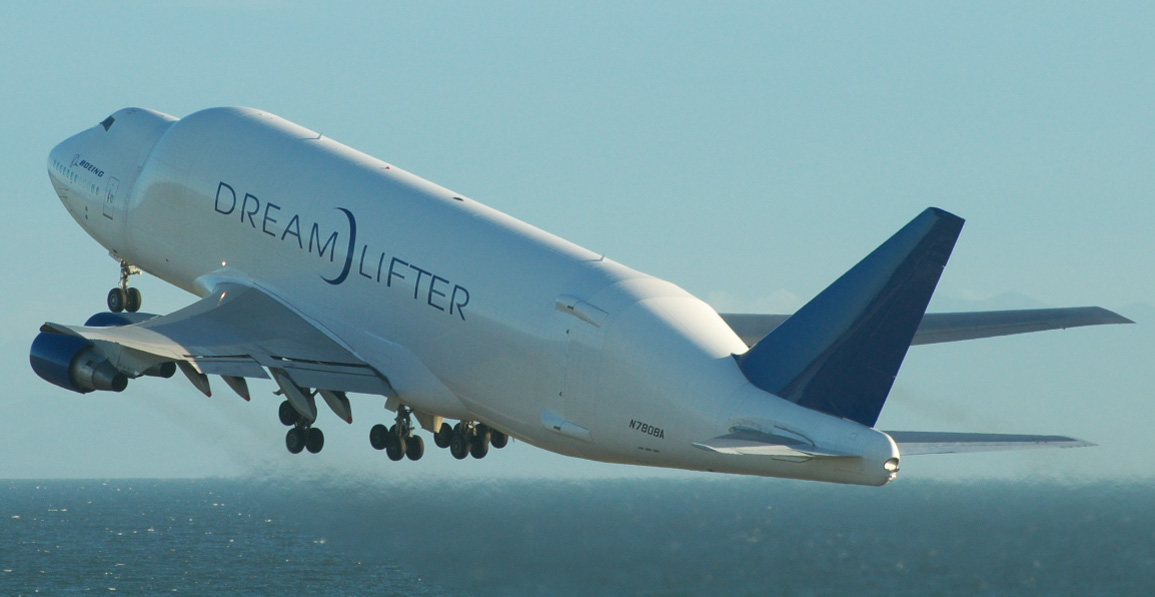
Atlas Air führt die Flugoperationen der B747LCF durch.

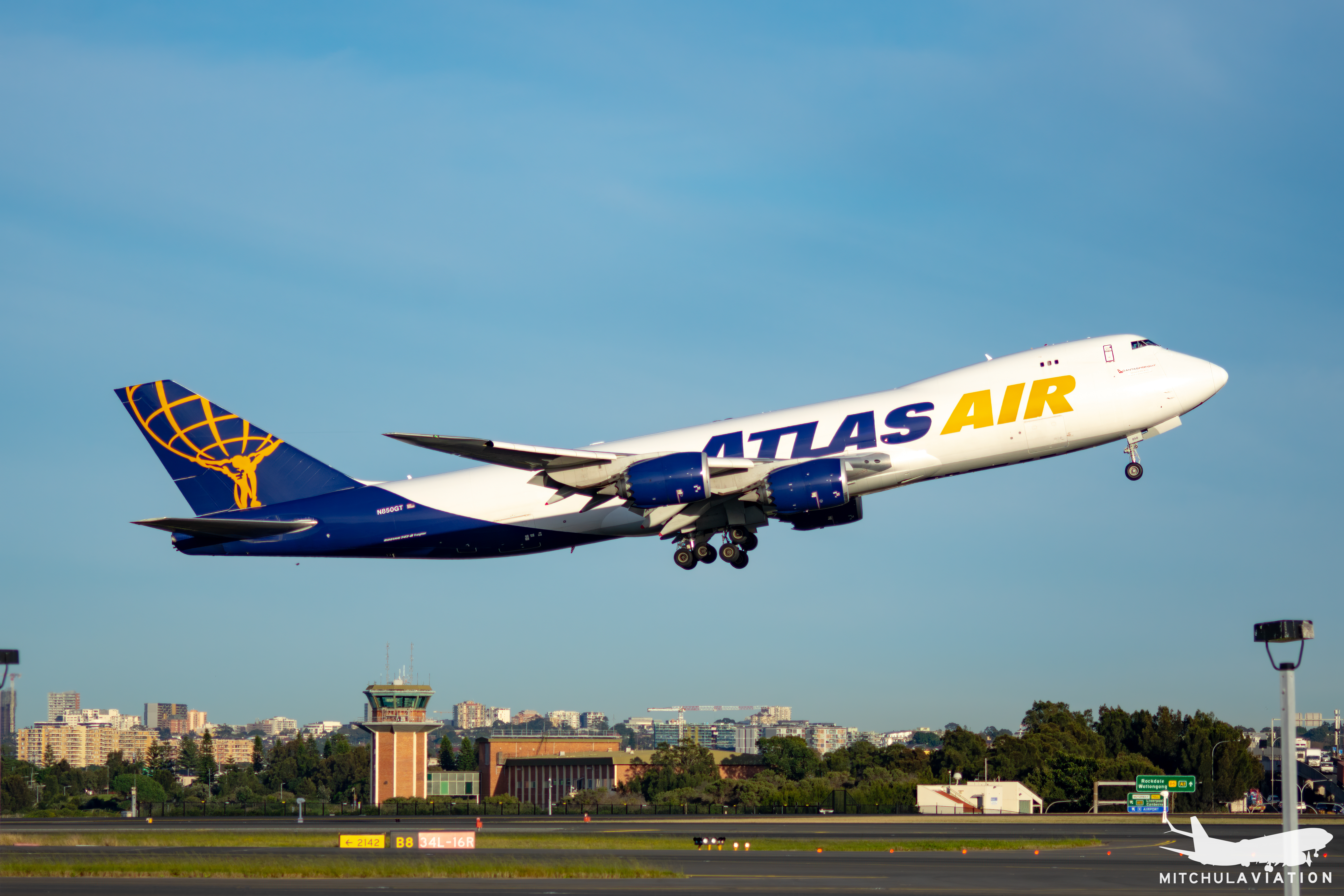
Eine Boeing 747-8 der Atlas Air

Atlas Air wurde 1993 von Michael Chowdry gegründet, der einen großen Bedarf an Kapazitäten im internationalen Luftfrachtmarkt sah. Zu jener Zeit wurde dieser größtenteils als Nebenprodukt von Passagierfluggesellschaften bedient. Das Angebot für sperrige Güter im Langstreckenbereich war sehr beschränkt. Der Betrieb wurde im selben Jahr mit einer Boeing 747-200F im Auftrag von China Airlines aufgenommen. Das Geschäft expandierte so schnell, dass vier Jahre später eine Bestellung von 10 Maschinen des Typs Boeing 747-400F mit einer Option für weitere 10 Flugzeuge erfolgte. Der Bedarf an Frachtkapazitäten wuchs weiterhin so stark, dass Atlas Air 1998 weitere 12 Exemplare der Boeing 747-400 bestellte. Ende 2000 umfasste die Frachterflotte 36 Flugzeuge.
Im Jahr 2001 wurde die AAWW gegründet, die im November 2001 von der GE Capital Aviation Services (GECAS) die im Frachtliniendienst tätige Polar Air Cargo erwarb. Durch diesen Erwerb konnte Atlas Air ihren Kunden die Auswahl zwischen ACMI-Leasing- und Liniendiensten anbieten.
Seit August 2010 betreibt Atlas Air für Boeing vier Boeing 747-400LCF „Dreamlifter“ für den Transport von Bauteilen der Boeing 787. Diese sind jedoch nicht unter dem Namen „Atlas Air“ gelistet und daher nicht in der unten stehenden Tabelle aufgeführt.
Im September 2011 bestellte Atlas Air drei ihrer ursprünglich 12 bestellten Boeing 747-8F aufgrund mangelnder Leistungsdaten der ersten gefertigten Exemplare wieder ab.
Im Jahr 2021 bestellte Atlas Air vier Boeing 747-8F, welche unter anderem die letzte gebaute Boeing 747 beinhaltete. Sie wurde am 31. Januar 2023 ausgeliefert.
Am 4. August 2022 wurde die Übernahme der Atlas Air durch eine Investorengruppe für 5,2 Mrd. US-Dollar (etwa 4,81 Mrd. Euro) angekündigt.

## Flugziele
Atlas Air hat ihre Basis am internationalen Flughafen Miami (IATA-Code: MIA) und fliegt im Auftrag anderer Fluggesellschaften mehr als 400 Ziele in rund 120 Ländern an.
Das Unternehmen bietet einerseits ACMI-Leistungen und Charterflüge im Auftrag anderer Fluggesellschaften an, daneben werden auch eigenständig Frachtflüge zwischen Miami und verschiedenen Flughäfen in Südamerika angeboten. Bei ACMI-Leistungen mietet der Kunde das Flugzeug inklusive Besatzung, Wartung und Versicherung an, wobei die Flüge nach Wunsch unter dem Rufzeichen des Kunden durchgeführt werden können. Die Maschinen können wahlweise in der Bemalung des Kunden geflogen werden, lediglich ein Aufkleber mit der ungefähren Größe DIN A2 und der Aufschrift „operated by Atlas Air“ weist auf Atlas Air als Betreiber hin. Zu den Kunden der Atlas Air gehören unter anderem Air New Zealand, British Airways, Emirates, FedEx, Korean Air, LATAM Airlines, Lufthansa, Panalpina, Qantas Airways und TAAG Angola Airlines.

## Flotte

### Aktuelle Flotte
Mit Stand Mai 2024 besteht die Flotte der Atlas Air aus 100 Flugzeugen mit einem Durchschnittsalter von 22,4 Jahren:
| Flugzeugtyp       | Anzahl | bestellt | Anmerkungen                                 | Durchschnittsalter |
| ----------------- | ------ | -------- | ------------------------------------------- | ------------------ |
| Boeing 737-800BCF | 08     |          | betrieben für Amazon Prime Air              | 20,5 Jahre         |
| Boeing 747-400    | 048    |          |                                             | 24,2 Jahre         |
| Boeing 747-400F   | 048    |          |                                             | 24,2 Jahre         |
| Boeing 747-400LCF | 048    |          | Dreamlifter; betrieben für Boeing           | 24,2 Jahre         |
| Boeing 747-8F     | 010    |          | N863GT ist die letzte je gebaute Boeing 747 | 7,5 Jahre          |
| Boeing 767-300ER  | 027    |          |                                             | 29,4 Jahre         |
| Boeing 767-300ERF | 027    |          | 17 betrieben für Amazon Prime Air           | 29,4 Jahre         |
| Boeing 777F       | 07     |          |                                             | 6,0 Jahre          |
| Gesamt            | 100    | –        |                                             | 22,4 Jahre         |

### Ehemalige Flugzeugtypen
- Boeing 737-400/700
- Boeing 747-100/200/300
- Boeing 757-200
- Boeing 767-200

## Zwischenfälle
- Am 24. Januar 2005 rollte eine aus Dubai kommende Boeing 747-200F bei der Landung auf dem Flughafen Düsseldorf über die Landebahn hinaus. Das Triebwerk 2 brannte aus, und an der Maschine kam es zu schweren strukturellen Beschädigungen. Die drei Besatzungsmitglieder blieben unverletzt. Das Flugzeug wurde 15 Monate nach dem Unfall abgewrackt.[7] Die Bundesstelle für Flugunfalluntersuchung stellte in ihrem Untersuchungsbericht fest, dass „der Flugunfall ... darauf zurückzuführen (ist), dass die an die Besatzung übermittelten Bremswerte nicht den Bedingungen entsprachen, die sich infolge des starken Schneefalls seit der letzten Messung auf der Piste ergeben hatten.“[8]

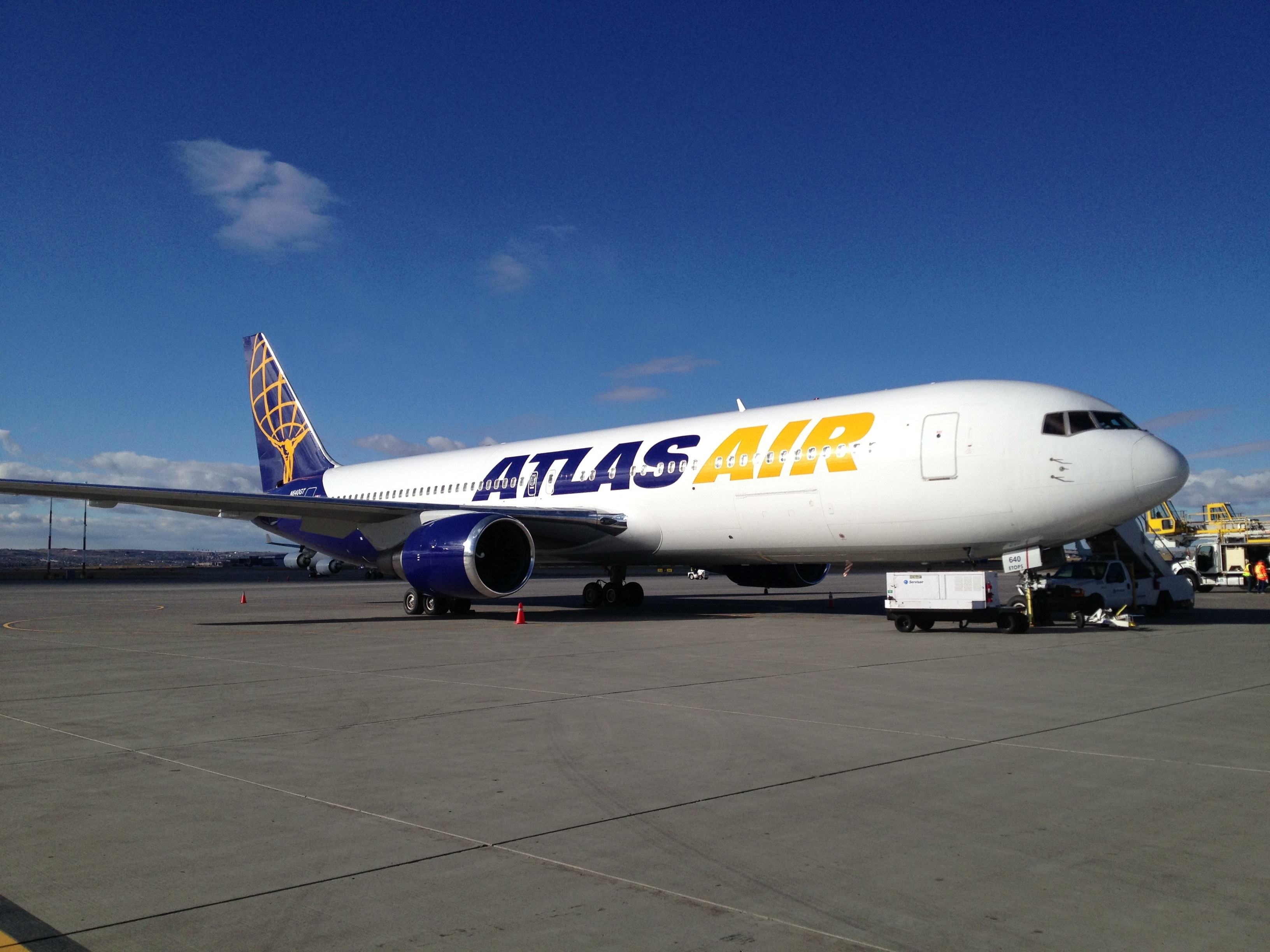
Eine Boeing 767-300 der Atlas Air, ähnlich der 2019 abgestürzten

- Am 21. November 2013 landete eine aus New York City kommende Boeing 747-400LCF „Dreamlifter“ versehentlich auf dem mit einer für das Flugzeug zu kurzen Landebahn ausgestatteten Colonel James Jabara Airport.[9] Erst am nächsten Tag konnte das Flugzeug nach Überprüfung der Durchführbarkeit von der eigentlich zu kurzen Startbahn abheben und das ursprüngliche Ziel, die McConnell Air Force Base, erreichen.[10]

- Am 23. Februar 2019 verunglückte eine Boeing 767-300ER(BCF) (N1217A) auf dem Flug von Miami nach Houston. Die Maschine war im Auftrag von Amazon Prime Air unterwegs. Sie stürzte in der Nähe der texanischen Stadt Anahuac in die Trinity Bay. Alle drei Besatzungsmitglieder kamen ums Leben, die Absturzursache ist eine versehentliche Aktivierung des Autopilots (siehe auch Atlas-Air-Flug 3591).[11][12]